# Fabio Attard
Fabio Attard, S.D.B. (Gozo, 23 de março de 1959) é um padre maltês da Igreja Católica, desde 2025 é o 11.º Reitor-Mor da Congregação Salesiana.

## Biografia
Cresceu em Victoria, onde estudou em escolas públicas de ensino fundamental e médio. Depois estudou no  Seminário Maior de Gozo (1975-1978). Sucessivamente, frequentou o aspirantado salesiano no Savio College, em Dingli, Malta, e o noviciado em Dublin, na Irlanda.
Fez sua profissão religiosa como Salesiano de Dom Bosco em 8 de setembro de 1980, em Maynooth, na Irlanda. Continuou seus estudos formando-se em teologia pela Pontifícia Universidade Salesiana. Obteve o mestrado em teologia moral pela Academia Alfonsiana de Roma.
Recebeu a ordenação presbiteral em 4 de julho de 1987.
De 1988 a 1991, fez parte do grupo de missionários que iniciaram a presença da Congregação na Tunísia, num contexto predominantemente não cristão, onde lançou as bases de um serviço evangélico e educativo. Ao retornar a Malta, assumiu funções de liderança como reitor da Escola Salesiana de São Patrício e do Oratório Salesiano, onde atuou de 1993 a 1996.
Em 1999, concluiu o doutorado sobre o tema da consciência nos sermões anglicanos de John Henry Newman, no Milltown Institute for Philosophy and Theology. Integrou o corpo docente da Pontifícia Universidade Salesiana, onde coorientou teses de doutorado na Academia Alfonsiana. Em 2008, foi eleito Conselheiro Geral para a Pastoral da Juventude durante o 26º Capítulo Geral. Reeleito para um segundo mandato em 2014, desempenhou essa função até 2020.
Em 2018, o Papa Francisco o nomeou como consultor do Dicastério para os Leigos, a Família e a Vida.
Foi eleito pelo 29º Capítulo Geral da Congregação Salesiana como Reitor-Mor para o sexênio 2025-2031 e, como tal, XI Sucessor de Dom Bosco, em 25 de março de 2025, por 220 inspetores e delegados, reunidos na histórica Casa Mãe de Valdocco, em Turim. É o primeiro salesiano maltês a ocupar este cargo.